# ハミルトン公爵
ハミルトン公爵（英語: Duke of Hamilton）は、スコットランド貴族の公爵位。3代ハミルトン侯爵ジェイムズ・ハミルトンが、1643年に叙されたのに始まる。
1711年には4代ハミルトン公爵ジェイムズ・ハミルトンがグレートブリテン貴族ブランドン公爵に叙されており、以降2つの公爵位を保有する家となる。2017年現在の当主は16代ハミルトン公爵・13代ブランドン公爵アレクサンダー・ダグラス＝ハミルトンである。

## 歴史

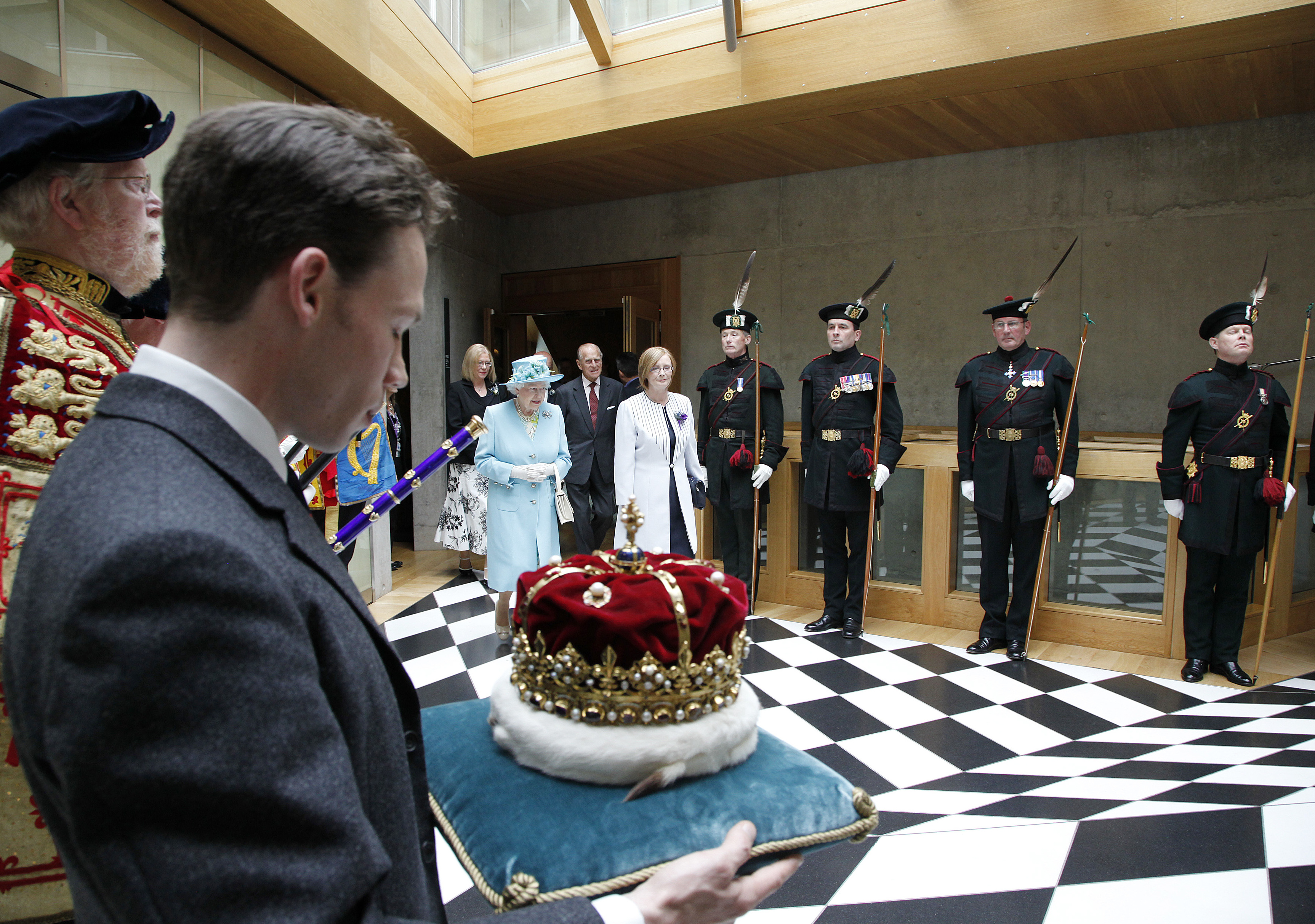
スコットランド議会開会式の様子。公爵家はスコットランド王冠を持つ役割を世襲する。写真では、16代公爵がその任務を務めている。

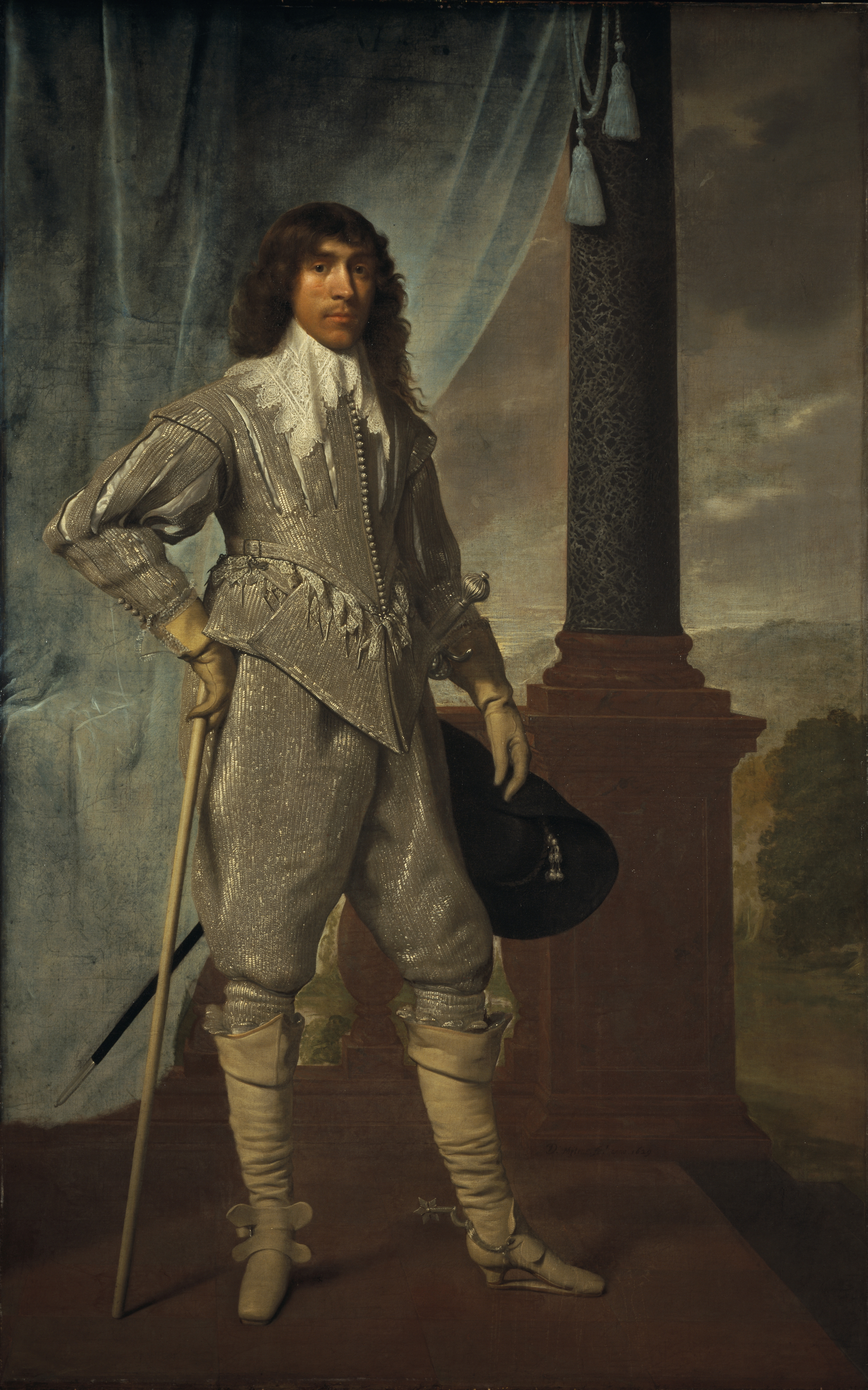
初代ハミルトン公ジェイムズ・ハミルトン

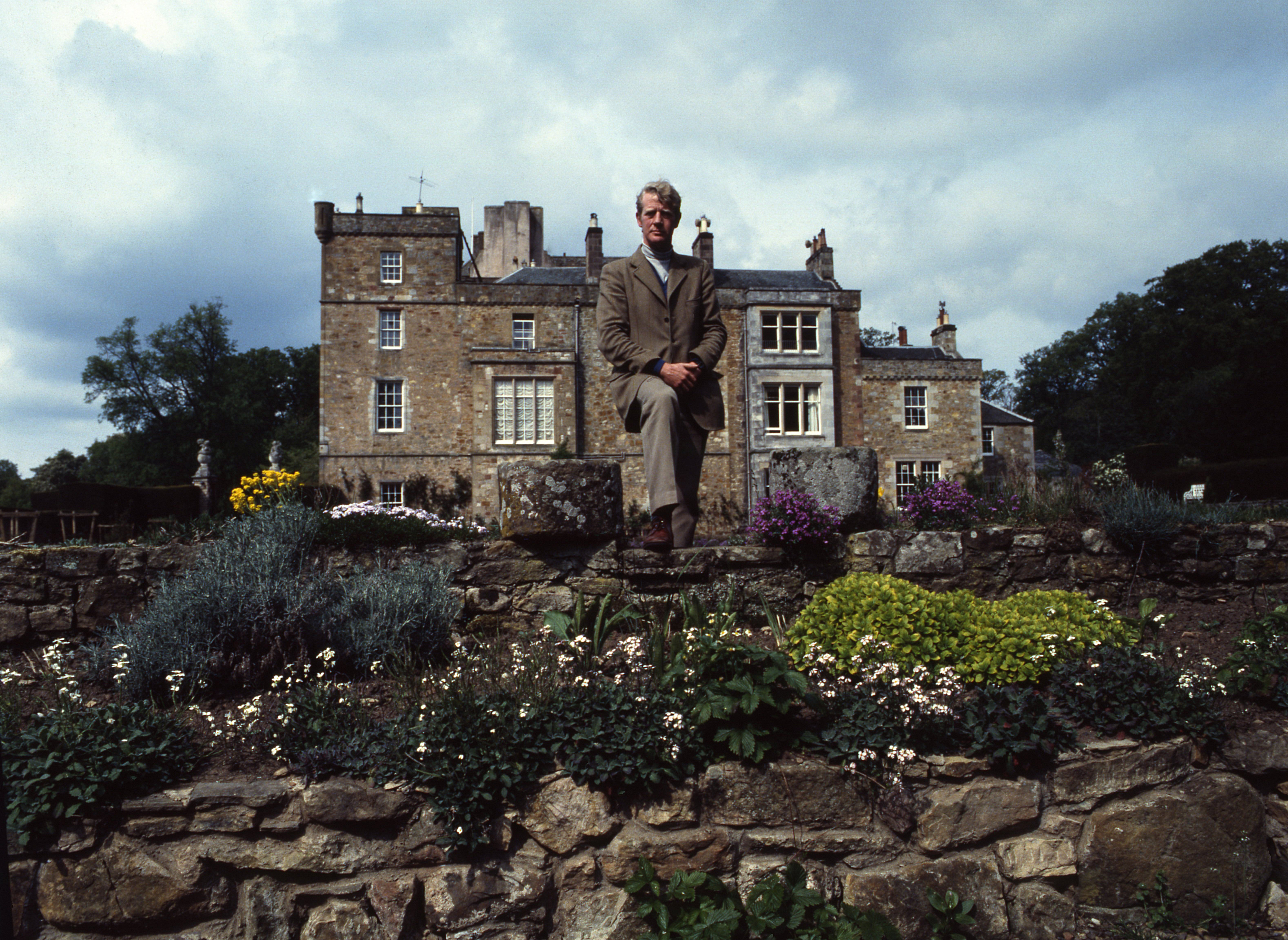
15代ハミルトン公アンガス・ダグラス＝ハミルトンと本邸レノックスラブ・ハウス。

ハミルトン氏族の長でカデュ領主 (Lairds of Cadzow) だったジェイムズ・ハミルトン(-1479)は、スコットランド王ジェイムズ2世の娘メアリー・ステュワートと結婚し、1445年6月28日にはスコットランド貴族爵位のハミルトン卿 (Lord Hamilton) に叙せられた。
その間の息子である第2代ハミルトン卿ジェイムズ・ハミルトン(1475頃–1529)は、1503年8月11日にスコットランド貴族爵位アラン伯爵に叙せられた。彼は摂政補佐役としてスコットランド王宮で活躍した。
その息子の第2代アラン伯爵ジェイムズ・ハミルトン(1515–1575)は、メアリー女王の摂政を務めた。彼は1549年にはフランスからシャテルロー公爵 (Duc de Châtellérault) の爵位も得ているが、この爵位は1559年に剥奪されている。
2代アラン伯の死後、その長男ジェイムズ・ハミルトン(-1609)が3代アラン伯爵位を継承したが、後に精神に異常をきたして幽閉された。一方2代アラン伯の三男で3代アラン伯の弟ジョン・ハミルトン(1535–1604)は、1599年4月17日にスコットランド貴族爵位ハミルトン侯爵 (Marquis of Hamilton) とエイブン卿（Lord Aven）に叙せられた。
その息子であるジェイムズ・ハミルトン(1589–1625)は、父から第2代ハミルトン侯爵位を継承した後、1608年5月5日にスコットランド貴族爵位アダーブロスウィック卿 (Lord Aberbrothwick) に叙され、1609年には伯父の死でアラン伯爵位やハミルトン卿位も継承した。さらに1619年6月16日にはイングランド貴族爵位のケンブリッジ伯爵 (Earl of Cambridge) とインナーデール男爵 (Baron of Innerdale) に叙されている。
その息子である第3代ハミルトン侯爵ジェイムズ・ハミルトン(1606–1649)は、主馬頭を長期にわたって務め、1643年4月12日にハミルトン公爵 (Duke of Hamilton)、エイブン＝インナーデール卿 (Lord Aven and Innerdale)、アラン＝ケンブリッジ伯爵 (Earl of Arran and Cambridge)、クライズデール侯爵 (Marquess of Clydesdale) に叙された。いずれもスコットランド貴族爵位である。しかし王党派の彼はイングランド内戦で議会派と対立、1648年にオリバー・クロムウェル率いる議会軍に抵抗してプレストンの戦いで敗北し翌1649年に処刑された。
初代公の処刑後、その弟ウィリアム・ハミルトン(1616–1651)が第2代ハミルトン公爵位を継承した。彼はハミルトン公爵位襲爵前の1639年3月31日にスコットランド貴族爵位ラナーク伯爵 (Earl of Lanark) とマッカンシャイア＝ポルモント卿 (Lord Machanshire and Polmon) に叙されていた。2代公も王党派として議会派と戦ったが、1651年のウスターの戦いで敗れて負傷、それが元で戦後死亡した。
2代公の死後、アラン伯爵位とハミルトン卿位は休止（dormant）し、それ以外の爵位は終了したが、1661年6月15日にハミルトン公爵位、クライズデール侯爵位、ラナーク伯爵位、アラン＝ケンブリッジ伯爵位、マッカンジリー＝ポルモント卿位、エイヴェン＝インナーデール卿位については、初代公の娘アン・ハミルトン(–1716)に対して彼女の男系男子に継承される爵位として再交付された。彼女の夫ウィリアム・ダグラス＝ハミルトン（初代ダグラス侯爵ウィリアム・ダグラスの四男で初代セルカーク伯爵に叙される）も一代限りで妻と同じ爵位を与えられた。
3代女公夫妻の長男である第4代ハミルトン公爵ジェイムズ・ハミルトン(1658–1712)は、スコットランド議会におけるイングランドとスコットランドの合併反対の中心人物だったが、彼が途中で合併賛成派に転じたことが合併への流れを決定的にした。そして合併でグレートブリテン王国が成立した後の1711年9月10日にはグレートブリテン貴族ブランドン公爵(Duke of Brandon)とチェスターのパラティン州におけるダットンのダットン男爵（Baron Dutton, of Dutton in the County Palatine of Chester）に叙せられた。
その曽孫である7代ハミルトン公・4代ブランドン公ジェイムズ・ハミルトン(1755–1769)は、1761年7月21日に親族ダグラス侯爵ダグラス家からスコットランド貴族爵位のダグラス侯爵(Marquess of Douglas)やアンガス伯爵（Earl of Angus）やアバーネシー＝ジェドバラ・フォレスト卿（Lord of Abernethy and Jedburgh Forest）を継承している。
2017年現在の当主は第16代ハミルトン公爵・第13代ブランドン公爵アレクサンダー・ダグラス＝ハミルトン(1978-)である。
本邸はスコットランド・イースト・ロージアン・ハディントンにあるレノックスラブ・ハウス。

## 現当主の保有爵位
現在の当主アレクサンダー・ダグラス＝ハミルトンは、以下の爵位を保有している。
- 第16代ハミルトン公爵（16th Duke of Hamilton）
(1643年4月12日の勅許状によるスコットランド貴族爵位)
- 第13代ブランドン公爵（13th Duke of Brandon）
(1711年9月10日の勅許状によるグレートブリテン貴族爵位)
- 第13代ダグラス侯爵（13th Marquess of Douglas）
(1633年6月14日の勅許状によるスコットランド貴族爵位)
- 第16代クライズデール侯爵（16th Marquess of Clydesdale）
(1643年4月12日の勅許状によるスコットランド貴族爵位)
- 第23代アンガス伯爵（英語版）（23rd Earl of Angus）
(1389年4月9日の勅許状によるスコットランド貴族爵位)
- 第15代ラナーク伯爵（15th Earl of Lanark）
(1639年3月31日の勅許状によるスコットランド貴族爵位)
- 第16代アラン＝ケンブリッジ伯爵（16th Earl of Arran and Cambridge）
(1643年4月12日の勅許状によるスコットランド貴族爵位)
- 第13代アバーネシー＝ジェドバラ・フォレスト卿（13th Lord Abernethy and Jedburgh Forest）
(1633年6月14日の勅許状によるスコットランド貴族爵位)
- 第15代マッカンシャイア＝ポルモント卿（15th Lord Machanshire and Polmont）
(1639年3月31日の勅許状によるスコットランド貴族爵位)
- 第16代エイブン＝インナーデール卿（16th Lord Aven and Innerdale）
(1643年4月12日の勅許状によるスコットランド貴族爵位)
- チェスターのパラティン州におけるダットンの第13代ダットン男爵（13th Baron Dutton, of Dutton in the County Palatine of Chester）
(1711年9月10日の勅許状によるグレートブリテン貴族爵位)

## 一覧

### カデュ領主 (1315年頃)
- 初代カデュ領主サー・ウォルター・フィッツ・ギルバート（英語版） (1250頃– 1336以前)
- 2代カデュ領主サー・デイヴィッド・フィッツ・ウォルター（英語版） (1310–1374/1378)
- 3代カデュ領主サー・デイヴィッド・ハミルトン（英語版） (1333頃–1392頃)
- 4代カデュ領主サー・ジョン・ハミルトン（英語版） (-1410以前)
- 5代カデュ領主サー・ジェイムズ・ハミルトン（英語版） (-1441年以前)
- 6代カデュ領主サー・ジェイムズ・ハミルトン (-1479) (1445年にハミルトン卿)

### ハミルトン卿 (1445年)
| 肖像                                                                  | 爵位の代数 名前 （生没年）                                             | 受爵期間                      | 続柄       | 他の称号 |
| --------------------------------------------------------------------- | ---------------------------------------------------------------------- | ----------------------------- | ---------- | -------- |
|                                                                       | 初代ハミルトン卿 ジェイムズ・ハミルトン (James Hamilton) (1415頃-1479) | 1445年6月28日 - 1479年11月6日 |            |          |
|                                                                       | 2代ハミルトン卿 ジェイムズ・ハミルトン (James Hamilton) (1475頃–1529)  | 1479年11月6日 - 1529年        | 先代の息子 |          |
| 1503年8月11日にアラン伯爵に叙される。以降は下記のアラン伯爵の欄参照。 |                                                                        |                               |            |          |

### アラン伯 第2期 (1503年)
| 肖像                                 | 爵位の代数 名前 （生没年）                                         | 受爵期間                  | 続柄       | 他の称号                                                                                        |
| ------------------------------------ | ------------------------------------------------------------------ | ------------------------- | ---------- | ----------------------------------------------------------------------------------------------- |
|                                      | 初代アラン伯 ジェイムズ・ハミルトン (James Hamilton) (1475頃–1529) | 1503年8月11日 - 1529年    |            | ハミルトン卿                                                                                    |
|                                      | 2代アラン伯 ジェイムズ・ハミルトン (James Hamilton) (1516頃–1575)  | 1529年 - 1575年1月22日    | 先代の息子 | ハミルトン卿                                                                                    |
|                                      | 3代アラン伯 ジェイムズ・ハミルトン (James Hamilton) (1532頃–1609)  | 1575年1月22日 - 1609年3月 | 先代の息子 | ハミルトン卿                                                                                    |
|                                      | 4代アラン伯 ジェイムズ・ハミルトン (James Hamilton) (1589–1625)    | 1609年3月 - 1625年3月2日  | 先代の甥   | ハミルトン侯 ケンブリッジ伯 インナーデール男爵 ハミルトン卿 エイヴェン卿 アダーブロスウィック卿 |
| 以降は下記のハミルトン侯爵の欄参照。 |                                                                    |                           |            |                                                                                                 |

### ハミルトン侯爵 (1599年)
| 肖像                                                                          | 爵位の代数 名前 （生没年）                                          | 受爵期間                      | 続柄            | 他の称号 |
| ----------------------------------------------------------------------------- | ------------------------------------------------------------------- | ----------------------------- | --------------- | --- |
|                                                                               | 初代ハミルトン侯 ジョン・ハミルトン (John Hamilton) (1535頃–1604)   | 1599年4月17日 - 1604年4月26日 | 3代アラン伯の弟 | エイヴォン卿 |
|                                                                               | 2代ハミルトン侯 ジェイムズ・ハミルトン (James Hamilton) (1589–1625) | 1604年4月26日 - 1625年3月2日  | 先代の息子      | ケンブリッジ伯 アラン伯 インナーデール男爵 ハミルトン卿 エイヴェン卿 アダーブロスウィック卿                                                                                   |
|                                                                               | 3代ハミルトン侯 ジェイムズ・ハミルトン (James Hamilton) (1606–1649) | 1625年3月2日 - 1649年3月9日   | 先代の息子      | ハミルトン公 クライズデール侯 ケンブリッジ伯 アラン伯 アラン＝ケンブリッジ伯 インナーデール男爵 ハミルトン卿 エイヴェン卿 アダーブロスウィック卿 エイヴェン＝インナーデール卿 |
| 1643年4月12日にハミルトン公爵に叙される。以降は下記のハミルトン公爵の欄参照。 |                                                                     |                               |                 | |

### ハミルトン公爵 (1643年)
| 肖像 | 爵位の代数 名前 （生没年） | 受爵期間                      | 続柄           | 他の称号 |
| ---- | --- | ----------------------------- | -------------- | --- |
|      | 初代ハミルトン公 ジェイムズ・ハミルトン (James Hamilton) (1606–1649)                                                                                   | 1643年4月12日 - 1649年3月9日  |                | ハミルトン侯 クライズデール侯 ケンブリッジ伯 アラン伯 アラン＝ケンブリッジ伯 インナーデール男爵 ハミルトン卿 エイヴェン卿 アダーブロスウィック卿 エイヴェン＝インナーデール卿                                         |
|      | 2代ハミルトン公 ウィリアム・ハミルトン (William Hamilton) (1616–1651)                                                                                  | 1649年3月9日 - 1651年9月12日  | 先代の弟       | ハミルトン侯 クライズデール侯 ケンブリッジ伯 アラン伯 アラン＝ケンブリッジ伯 ラナーク伯 インナーデール男爵 ハミルトン卿 エイヴェン卿 アダーブロスウィック卿 エイヴェン＝インナーデール卿 マッカンジリー＝ポルモント卿 |
|      | 3代ハミルトン女公 アン・ハミルトン (Anne Hamilton) (1631頃–1716)                                                                                       | 1661年6月15日 - 1698年7月9日  | 先代の姪       | クライズデール侯 ラナーク伯 アラン＝ケンブリッジ伯 マッカンジリー＝ポルモント卿 エイヴェン＝インナーデール卿 |
|      | 4代ハミルトン公 ジェイムズ・ハミルトン (James Hamilton) (1658–1712)                                                                                    | 1698年7月9日 - 1712年11月15日 | 先代の息子     | ブランドン公 クライズデール侯 ラナーク伯 アラン＝ケンブリッジ伯 マッカンジリー＝ポルモント卿 エイヴェン＝インナーデール卿 ダットン男爵                                                                                |
|      | 5代ハミルトン公 ジェイムズ・ハミルトン (James Hamilton) (1703–1743)                                                                                    | 1712年11月15日 - 1743年3月2日 | 先代の息子     | ブランドン公 クライズデール侯 ラナーク伯 アラン＝ケンブリッジ伯 マッカンジリー＝ポルモント卿 エイヴェン＝インナーデール卿 ダットン男爵                                                                                |
|      | 6代ハミルトン公 ジェイムズ・ハミルトン (James Hamilton) (1724–1758)                                                                                    | 1743年3月2日 - 1758年1月17日  | 先代の息子     | ブランドン公 クライズデール侯 ラナーク伯 アラン＝ケンブリッジ伯 マッカンジリー＝ポルモント卿 エイヴェン＝インナーデール卿 ダットン男爵                                                                                |
|      | 7代ハミルトン公 ジェイムズ・ハミルトン (James Hamilton) (1755–1769)                                                                                    | 1758年1月17日 - 1769年7月7日  | 先代の息子     | ブランドン公 ダグラス侯 クライズデール侯 アンガス伯爵 ラナーク伯 アラン＝ケンブリッジ伯 アバーネシー＝ジェドバラ・フォレスト卿 マッカンジリー＝ポルモント卿 エイヴェン＝インナーデール卿 ダットン男爵                 |
|      | 8代ハミルトン公 ダグラス・ハミルトン (Douglas Hamilton) (1756–1799)                                                                                    | 1769年7月7日 - 1799年8月2日   | 先代の弟       | ブランドン公 ダグラス侯 クライズデール侯 アンガス伯爵 ラナーク伯 アラン＝ケンブリッジ伯 アバーネシー＝ジェドバラ・フォレスト卿 マッカンジリー＝ポルモント卿 エイヴェン＝インナーデール卿 ダットン男爵                 |
|      | 9代ハミルトン公 アーチボルド・ハミルトン (Archibald Hamilton) (1740–1819)                                                                              | 1799年8月2日 - 1819年2月16日  | 先代の叔父     | ブランドン公 ダグラス侯 クライズデール侯 アンガス伯爵 ラナーク伯 アラン＝ケンブリッジ伯 アバーネシー＝ジェドバラ・フォレスト卿 マッカンジリー＝ポルモント卿 エイヴェン＝インナーデール卿 ダットン男爵                 |
|      | 10代ハミルトン公 アレクサンダー・ハミルトン (Alexander Hamilton) (1767–1852)                                                                           | 1819年2月16日 - 1852年8月18日 | 先代の息子     | ブランドン公 ダグラス侯 クライズデール侯 アンガス伯爵 ラナーク伯 アラン＝ケンブリッジ伯 アバーネシー＝ジェドバラ・フォレスト卿 マッカンジリー＝ポルモント卿 エイヴェン＝インナーデール卿 ダットン男爵                 |
|      | 11代ハミルトン公 ウィリアム・ハミルトン (William Hamilton) (1811–1863)                                                                                 | 1852年8月18日 - 1863年7月8日  | 先代の息子     | ブランドン公 ダグラス侯 クライズデール侯 アンガス伯爵 ラナーク伯 アラン＝ケンブリッジ伯 アバーネシー＝ジェドバラ・フォレスト卿 マッカンジリー＝ポルモント卿 エイヴェン＝インナーデール卿 ダットン男爵                 |
|      | 12代ハミルトン公 ウィリアム・アレグザンダー・ルイス・スティーヴン・ダグラス＝ハミルトン (William Alexander Louis Stephen Douglas-Hamilton) (1845–1895) | 1863年7月8日 - 1895年5月16日  | 先代の息子     | ブランドン公 ダグラス侯 クライズデール侯 アンガス伯爵 ラナーク伯 アラン＝ケンブリッジ伯 セルカーク伯 アバーネシー＝ジェドバラ・フォレスト卿 マッカンジリー＝ポルモント卿 エイヴェン＝インナーデール卿 ダットン男爵    |
|      | 13代ハミルトン公 アルフレッド・ダグラス・ダグラス＝ハミルトン (Alfred Douglas Douglas-Hamilton) (1862–1940)                                            | 1895年5月16日 - 1940年3月16日 | 先代の四従兄弟 | ブランドン公 ダグラス侯 クライズデール侯 アンガス伯爵 ラナーク伯 アラン＝ケンブリッジ伯 セルカーク伯 アバーネシー＝ジェドバラ・フォレスト卿 マッカンジリー＝ポルモント卿 エイヴェン＝インナーデール卿 ダットン男爵    |
|      | 14代ハミルトン公 ダグラス・ダグラス＝ハミルトン (Douglas Douglas-Hamilton) (1903–1973)                                                                 | 1940年3月16日 - 1973年3月30日 | 先代の息子     | ブランドン公 ダグラス侯 クライズデール侯 アンガス伯爵 ラナーク伯 アラン＝ケンブリッジ伯 アバーネシー＝ジェドバラ・フォレスト卿 マッカンジリー＝ポルモント卿 エイヴェン＝インナーデール卿 ダットン男爵                 |
|      | 15代ハミルトン公 アンガス・アラン・ダグラス・ダグラス＝ハミルトン (Angus Alan Douglas Douglas-Hamilton) (1938–2010)                                    | 1973年3月30日 - 2010年6月5日  | 先代の息子     | ブランドン公 ダグラス侯 クライズデール侯 アンガス伯爵 ラナーク伯 アラン＝ケンブリッジ伯 アバーネシー＝ジェドバラ・フォレスト卿 マッカンジリー＝ポルモント卿 エイヴェン＝インナーデール卿 ダットン男爵                 |
|      | 16代ハミルトン公 アレグザンダー・ダグラス・ダグラス＝ハミルトン (Alexander Douglas Douglas-Hamilton) (1978-)                                           | 2010年6月5日 - 現在           | 先代の息子     | ブランドン公 ダグラス侯 クライズデール侯 アンガス伯爵 ラナーク伯 アラン＝ケンブリッジ伯 アバーネシー＝ジェドバラ・フォレスト卿 マッカンジリー＝ポルモント卿 エイヴェン＝インナーデール卿 ダットン男爵                 |

- 法定推定相続人は16代公の長男クライズデール侯(儀礼称号)ダグラス・チャールズ・ダグラス＝ハミルトン(2012-)

### 一代貴族のハミルトン公爵 (1660年)
| 肖像 | 爵位の代数 名前 （生没年）                                                 | 受爵期間                      | 続柄                  | 他の称号                                    |
| ---- | -------------------------------------------------------------------------- | ----------------------------- | --------------------- | ------------------------------------------- |
|      | ハミルトン公 ウィリアム・ダグラス＝ハミルトン (James Hamilton) (1635–1694) | 1660年9月20日 - 1694年4月18日 | 3代ハミルトン女公の夫 | セルカーク伯爵 ディアー＝ショートクルーチ卿 |

## 家系図
|                                                                        |                                                                        |                                                                        |                                                                        |                                                                                     |                                                                                     |                                                                                     |                                                                                     | | | | | | |                                                   |                                                   | スコットランド国王 ジェイムズ2世 (1430–1460)                                                         | | | | | |                                                    |                    |                                                                                      |                                                                                      |                                                                                      |                                                                                      |                                                                                      |                                                                                      |  |  |                                                     |                                                     |                                                     |                                                     |                                                     |                                                     |  |  |  |  |  |  |  |  |  |  |  |  |  |  |  |  |
|                                                                        |                                                                        |                                                                        |                                                                        |                                                                                     |                                                                                     |                                                                                     |                                                                                     | | | | | | |                                                   |                                                   | | | | | | |                                                    |                    |                                                                                      |                                                                                      |                                                                                      |                                                                                      |                                                                                      |                                                                                      |  |  |                                                     |                                                     |                                                     |                                                     |                                                     |                                                     |  |  |  |  |  |  |  |  |  |  |  |  |  |  |  |  |
|                                                                        |                                                                        |                                                                        |                                                                        |                                                                                     |                                                                                     |                                                                                     |                                                                                     | | | | | | |                                                   |                                                   | | | | | | |                                                    |                    |                                                                                      |                                                                                      |                                                                                      |                                                                                      |                                                                                      |                                                                                      |  |  |                                                     |                                                     |                                                     |                                                     |                                                     |                                                     |  |  |  |  |  |  |  |  |  |  |  |  |  |  |  |  |
|                                                                        |                                                                        |                                                                        |                                                                        |                                                                                     |                                                                                     |                                                                                     |                                                                                     | | | | | | |                                                   |                                                   | スコットランド国王 ジェイムズ3世 (1451–1488)                                                         | | | | | |                                                    |                    |                                                                                      |                                                                                      |                                                                                      |                                                                                      |                                                                                      |                                                                                      |  |  |                                                     |                                                     |                                                     |                                                     |                                                     |                                                     |  |  |  |  |  |  |  |  |  |  |  |  |  |  |  |  |
| 1445年ハミルトン卿                                                     |                                                                        |                                                                        |                                                                        |                                                                                     |                                                                                     |                                                                                     |                                                                                     | | | | | | |                                                   |                                                   | | | | | | |                                                    |                    |                                                                                      |                                                                                      |                                                                                      |                                                                                      |                                                                                      |                                                                                      |  |  |                                                     |                                                     |                                                     |                                                     |                                                     |                                                     |  |  |  |  |  |  |  |  |  |  |  |  |  |  |  |  |
| 初代ハミルトン卿 ジェイムズ・ハミルトン (1415頃–1479)                  | 初代ハミルトン卿 ジェイムズ・ハミルトン (1415頃–1479)                  | 初代ハミルトン卿 ジェイムズ・ハミルトン (1415頃–1479)                  | 初代ハミルトン卿 ジェイムズ・ハミルトン (1415頃–1479)                  | 初代ハミルトン卿 ジェイムズ・ハミルトン (1415頃–1479)                               | 初代ハミルトン卿 ジェイムズ・ハミルトン (1415頃–1479)                               |                                                                                     |                                                                                     | メアリー・ステュワート (1453–1488)                                                                    | メアリー・ステュワート (1453–1488)                                                                    | メアリー・ステュワート (1453–1488)                                                                    | メアリー・ステュワート (1453–1488)                                                                    | メアリー・ステュワート (1453–1488)                                                                    | メアリー・ステュワート (1453–1488)                                                                    |                                                   |                                                   | スコットランド国王 ジェイムズ4世 (1473–1513)                                                         | スコットランド国王 ジェイムズ4世 (1473–1513)                                                         | スコットランド国王 ジェイムズ4世 (1473–1513)                                                         | スコットランド国王 ジェイムズ4世 (1473–1513)                                                         | スコットランド国王 ジェイムズ4世 (1473–1513)                                                         | スコットランド国王 ジェイムズ4世 (1473–1513)                                                         |                                                    |                    |                                                                                      |                                                                                      |                                                                                      |                                                                                      |                                                                                      |                                                                                      |  |  |                                                     |                                                     |                                                     |                                                     |                                                     |                                                     |  |  |  |  |  |  |  |  |  |  |  |  |  |  |  |  |
| 初代ハミルトン卿 ジェイムズ・ハミルトン (1415頃–1479)                  | 初代ハミルトン卿 ジェイムズ・ハミルトン (1415頃–1479)                  | 初代ハミルトン卿 ジェイムズ・ハミルトン (1415頃–1479)                  | 初代ハミルトン卿 ジェイムズ・ハミルトン (1415頃–1479)                  | 初代ハミルトン卿 ジェイムズ・ハミルトン (1415頃–1479)                               | 初代ハミルトン卿 ジェイムズ・ハミルトン (1415頃–1479)                               |                                                                                     |                                                                                     | メアリー・ステュワート (1453–1488)                                                                    | メアリー・ステュワート (1453–1488)                                                                    | メアリー・ステュワート (1453–1488)                                                                    | メアリー・ステュワート (1453–1488)                                                                    | メアリー・ステュワート (1453–1488)                                                                    | メアリー・ステュワート (1453–1488)                                                                    |                                                   |                                                   | スコットランド国王 ジェイムズ4世 (1473–1513)                                                         | スコットランド国王 ジェイムズ4世 (1473–1513)                                                         | スコットランド国王 ジェイムズ4世 (1473–1513)                                                         | スコットランド国王 ジェイムズ4世 (1473–1513)                                                         | スコットランド国王 ジェイムズ4世 (1473–1513)                                                         | スコットランド国王 ジェイムズ4世 (1473–1513)                                                         |                                                    |                    |                                                                                      |                                                                                      |                                                                                      |                                                                                      |                                                                                      |                                                                                      |  |  |                                                     |                                                     |                                                     |                                                     |                                                     |                                                     |  |  |  |  |  |  |  |  |  |  |  |  |  |  |  |  |
|                                                                        |                                                                        |                                                                        |                                                                        |                                                                                     |                                                                                     |                                                                                     |                                                                                     | | | | | | |                                                   |                                                   | | | | | | |                                                    |                    |                                                                                      |                                                                                      |                                                                                      |                                                                                      |                                                                                      |                                                                                      |  |  |                                                     |                                                     |                                                     |                                                     |                                                     |                                                     |  |  |  |  |  |  |  |  |  |  |  |  |  |  |  |  |
|                                                                        |                                                                        |                                                                        |                                                                        | 1503年アラン伯爵                                                                    |                                                                                     |                                                                                     |                                                                                     | | | | | | |                                                   |                                                   | | | | | | |                                                    |                    |                                                                                      |                                                                                      |                                                                                      |                                                                                      |                                                                                      |                                                                                      |  |  |                                                     |                                                     |                                                     |                                                     |                                                     |                                                     |  |  |  |  |  |  |  |  |  |  |  |  |  |  |  |  |
|                                                                        |                                                                        |                                                                        |                                                                        | 初代アラン伯爵 2代ハミルトン卿 ジェイムズ・ハミルトン (1475頃–1529)                 | 初代アラン伯爵 2代ハミルトン卿 ジェイムズ・ハミルトン (1475頃–1529)                 | 初代アラン伯爵 2代ハミルトン卿 ジェイムズ・ハミルトン (1475頃–1529)                 | 初代アラン伯爵 2代ハミルトン卿 ジェイムズ・ハミルトン (1475頃–1529)                 | 初代アラン伯爵 2代ハミルトン卿 ジェイムズ・ハミルトン (1475頃–1529)                                   | 初代アラン伯爵 2代ハミルトン卿 ジェイムズ・ハミルトン (1475頃–1529)                                   | | | | |                                                   |                                                   | キャサリン・ステュワート (1495頃–1554) m. 3代モートン伯                                              | キャサリン・ステュワート (1495頃–1554) m. 3代モートン伯                                              | キャサリン・ステュワート (1495頃–1554) m. 3代モートン伯                                              | キャサリン・ステュワート (1495頃–1554) m. 3代モートン伯                                              | キャサリン・ステュワート (1495頃–1554) m. 3代モートン伯                                              | キャサリン・ステュワート (1495頃–1554) m. 3代モートン伯                                              |                                                    |                    |                                                                                      |                                                                                      |                                                                                      |                                                                                      |                                                                                      |                                                                                      |  |  |                                                     |                                                     |                                                     |                                                     |                                                     |                                                     |  |  |  |  |  |  |  |  |  |  |  |  |  |  |  |  |
|                                                                        |                                                                        |                                                                        |                                                                        | 初代アラン伯爵 2代ハミルトン卿 ジェイムズ・ハミルトン (1475頃–1529)                 | 初代アラン伯爵 2代ハミルトン卿 ジェイムズ・ハミルトン (1475頃–1529)                 | 初代アラン伯爵 2代ハミルトン卿 ジェイムズ・ハミルトン (1475頃–1529)                 | 初代アラン伯爵 2代ハミルトン卿 ジェイムズ・ハミルトン (1475頃–1529)                 | 初代アラン伯爵 2代ハミルトン卿 ジェイムズ・ハミルトン (1475頃–1529)                                   | 初代アラン伯爵 2代ハミルトン卿 ジェイムズ・ハミルトン (1475頃–1529)                                   | | | | |                                                   |                                                   | キャサリン・ステュワート (1495頃–1554) m. 3代モートン伯                                              | キャサリン・ステュワート (1495頃–1554) m. 3代モートン伯                                              | キャサリン・ステュワート (1495頃–1554) m. 3代モートン伯                                              | キャサリン・ステュワート (1495頃–1554) m. 3代モートン伯                                              | キャサリン・ステュワート (1495頃–1554) m. 3代モートン伯                                              | キャサリン・ステュワート (1495頃–1554) m. 3代モートン伯                                              |                                                    |                    |                                                                                      |                                                                                      |                                                                                      |                                                                                      |                                                                                      |                                                                                      |  |  |                                                     |                                                     |                                                     |                                                     |                                                     |                                                     |  |  |  |  |  |  |  |  |  |  |  |  |  |  |  |  |
|                                                                        |                                                                        |                                                                        |                                                                        | 2代アラン伯爵 3代ハミルトン卿 シャテルロー公爵 ジェイムズ・ハミルトン (1516頃–1575) | 2代アラン伯爵 3代ハミルトン卿 シャテルロー公爵 ジェイムズ・ハミルトン (1516頃–1575) | 2代アラン伯爵 3代ハミルトン卿 シャテルロー公爵 ジェイムズ・ハミルトン (1516頃–1575) | 2代アラン伯爵 3代ハミルトン卿 シャテルロー公爵 ジェイムズ・ハミルトン (1516頃–1575) | 2代アラン伯爵 3代ハミルトン卿 シャテルロー公爵 ジェイムズ・ハミルトン (1516頃–1575)                   | 2代アラン伯爵 3代ハミルトン卿 シャテルロー公爵 ジェイムズ・ハミルトン (1516頃–1575)                   | | | | |                                                   |                                                   | マーガレット・ダグラス (1510頃–1579)                                                                 | マーガレット・ダグラス (1510頃–1579)                                                                 | マーガレット・ダグラス (1510頃–1579)                                                                 | マーガレット・ダグラス (1510頃–1579)                                                                 | マーガレット・ダグラス (1510頃–1579)                                                                 | マーガレット・ダグラス (1510頃–1579)                                                                 |                                                    |                    |                                                                                      |                                                                                      |                                                                                      |                                                                                      |                                                                                      |                                                                                      |  |  |                                                     |                                                     |                                                     |                                                     |                                                     |                                                     |  |  |  |  |  |  |  |  |  |  |  |  |  |  |  |  |
|                                                                        |                                                                        |                                                                        |                                                                        | 2代アラン伯爵 3代ハミルトン卿 シャテルロー公爵 ジェイムズ・ハミルトン (1516頃–1575) | 2代アラン伯爵 3代ハミルトン卿 シャテルロー公爵 ジェイムズ・ハミルトン (1516頃–1575) | 2代アラン伯爵 3代ハミルトン卿 シャテルロー公爵 ジェイムズ・ハミルトン (1516頃–1575) | 2代アラン伯爵 3代ハミルトン卿 シャテルロー公爵 ジェイムズ・ハミルトン (1516頃–1575) | 2代アラン伯爵 3代ハミルトン卿 シャテルロー公爵 ジェイムズ・ハミルトン (1516頃–1575)                   | 2代アラン伯爵 3代ハミルトン卿 シャテルロー公爵 ジェイムズ・ハミルトン (1516頃–1575)                   | | | | |                                                   |                                                   | マーガレット・ダグラス (1510頃–1579)                                                                 | マーガレット・ダグラス (1510頃–1579)                                                                 | マーガレット・ダグラス (1510頃–1579)                                                                 | マーガレット・ダグラス (1510頃–1579)                                                                 | マーガレット・ダグラス (1510頃–1579)                                                                 | マーガレット・ダグラス (1510頃–1579)                                                                 |                                                    |                    |                                                                                      |                                                                                      |                                                                                      |                                                                                      |                                                                                      |                                                                                      |  |  |                                                     |                                                     |                                                     |                                                     |                                                     |                                                     |  |  |  |  |  |  |  |  |  |  |  |  |  |  |  |  |
|                                                                        |                                                                        |                                                                        |                                                                        |                                                                                     |                                                                                     |                                                                                     |                                                                                     | | | | | | |                                                   |                                                   | | | | | | |                                                    |                    |                                                                                      |                                                                                      |                                                                                      |                                                                                      |                                                                                      |                                                                                      |  |  |                                                     |                                                     |                                                     |                                                     |                                                     |                                                     |  |  |  |  |  |  |  |  |  |  |  |  |  |  |  |  |
|                                                                        |                                                                        |                                                                        |                                                                        |                                                                                     |                                                                                     |                                                                                     |                                                                                     | | | | | | |                                                   |                                                   | | | | | | |                                                    |                    |                                                                                      |                                                                                      |                                                                                      |                                                                                      |                                                                                      |                                                                                      |  |  |                                                     |                                                     |                                                     |                                                     |                                                     |                                                     |  |  |  |  |  |  |  |  |  |  |  |  |  |  |  |  |
|                                                                        |                                                                        |                                                                        |                                                                        |                                                                                     |                                                                                     |                                                                                     |                                                                                     | 1599年ハミルトン侯爵                                                                                  | 1599年ハミルトン侯爵                                                                                  | 1599年ハミルトン侯爵                                                                                  | 1599年ハミルトン侯爵                                                                                  | 1599年ハミルトン侯爵                                                                                  | 1599年ハミルトン侯爵                                                                                  |                                                   |                                                   | アバコーン公爵家へ                                                                                   | アバコーン公爵家へ                                                                                   | アバコーン公爵家へ                                                                                   | アバコーン公爵家へ                                                                                   | アバコーン公爵家へ                                                                                   | アバコーン公爵家へ                                                                                   |                                                    |                    |                                                                                      |                                                                                      |                                                                                      |                                                                                      |                                                                                      |                                                                                      |  |  |                                                     |                                                     |                                                     |                                                     |                                                     |                                                     |  |  |  |  |  |  |  |  |  |  |  |  |  |  |  |  |
| 3代アラン伯爵 4代ハミルトン卿 ジェイムズ・ハミルトン (1533頃–1609)     | 3代アラン伯爵 4代ハミルトン卿 ジェイムズ・ハミルトン (1533頃–1609)     | 3代アラン伯爵 4代ハミルトン卿 ジェイムズ・ハミルトン (1533頃–1609)     | 3代アラン伯爵 4代ハミルトン卿 ジェイムズ・ハミルトン (1533頃–1609)     | 3代アラン伯爵 4代ハミルトン卿 ジェイムズ・ハミルトン (1533頃–1609)                  | 3代アラン伯爵 4代ハミルトン卿 ジェイムズ・ハミルトン (1533頃–1609)                  |                                                                                     |                                                                                     | 1599年ハミルトン侯爵                                                                                  | 1599年ハミルトン侯爵                                                                                  | 1599年ハミルトン侯爵                                                                                  | 1599年ハミルトン侯爵                                                                                  | 1599年ハミルトン侯爵                                                                                  | 1599年ハミルトン侯爵                                                                                  | 初代ハミルトン侯爵 ジョン・ハミルトン (1535–1604) | 初代ハミルトン侯爵 ジョン・ハミルトン (1535–1604) | 初代ハミルトン侯爵 ジョン・ハミルトン (1535–1604)                                                    | 初代ハミルトン侯爵 ジョン・ハミルトン (1535–1604)                                                    | 初代ハミルトン侯爵 ジョン・ハミルトン (1535–1604)                                                    | 初代ハミルトン侯爵 ジョン・ハミルトン (1535–1604)                                                    | アバコーン公爵家へ                                                                                   | アバコーン公爵家へ                                                                                   |                                                    |                    |                                                                                      |                                                                                      |                                                                                      |                                                                                      |                                                                                      |                                                                                      |  |  | アン・ハミルトン (1535頃–1574頃) m. 5代ハントリー伯 | アン・ハミルトン (1535頃–1574頃) m. 5代ハントリー伯 | アン・ハミルトン (1535頃–1574頃) m. 5代ハントリー伯 | アン・ハミルトン (1535頃–1574頃) m. 5代ハントリー伯 | アン・ハミルトン (1535頃–1574頃) m. 5代ハントリー伯 | アン・ハミルトン (1535頃–1574頃) m. 5代ハントリー伯 |  |  |  |  |  |  |  |  |  |  |  |  |  |  |  |  |
| 3代アラン伯爵 4代ハミルトン卿 ジェイムズ・ハミルトン (1533頃–1609)     | 3代アラン伯爵 4代ハミルトン卿 ジェイムズ・ハミルトン (1533頃–1609)     | 3代アラン伯爵 4代ハミルトン卿 ジェイムズ・ハミルトン (1533頃–1609)     | 3代アラン伯爵 4代ハミルトン卿 ジェイムズ・ハミルトン (1533頃–1609)     | 3代アラン伯爵 4代ハミルトン卿 ジェイムズ・ハミルトン (1533頃–1609)                  | 3代アラン伯爵 4代ハミルトン卿 ジェイムズ・ハミルトン (1533頃–1609)                  |                                                                                     |                                                                                     | | | | | | | 初代ハミルトン侯爵 ジョン・ハミルトン (1535–1604) | 初代ハミルトン侯爵 ジョン・ハミルトン (1535–1604) | 初代ハミルトン侯爵 ジョン・ハミルトン (1535–1604)                                                    | 初代ハミルトン侯爵 ジョン・ハミルトン (1535–1604)                                                    | 初代ハミルトン侯爵 ジョン・ハミルトン (1535–1604)                                                    | 初代ハミルトン侯爵 ジョン・ハミルトン (1535–1604)                                                    | | |                                                    |                    |                                                                                      |                                                                                      |                                                                                      |                                                                                      |                                                                                      |                                                                                      |  |  | アン・ハミルトン (1535頃–1574頃) m. 5代ハントリー伯 | アン・ハミルトン (1535頃–1574頃) m. 5代ハントリー伯 | アン・ハミルトン (1535頃–1574頃) m. 5代ハントリー伯 | アン・ハミルトン (1535頃–1574頃) m. 5代ハントリー伯 | アン・ハミルトン (1535頃–1574頃) m. 5代ハントリー伯 | アン・ハミルトン (1535頃–1574頃) m. 5代ハントリー伯 |  |  |  |  |  |  |  |  |  |  |  |  |  |  |  |  |
|                                                                        |                                                                        |                                                                        |                                                                        |                                                                                     |                                                                                     |                                                                                     |                                                                                     | 2代ハミルトン侯爵 4代アラン伯爵 5代ハミルトン卿 ジェイムズ・ハミルトン (1589–1625)                    | 2代ハミルトン侯爵 4代アラン伯爵 5代ハミルトン卿 ジェイムズ・ハミルトン (1589–1625)                    | 2代ハミルトン侯爵 4代アラン伯爵 5代ハミルトン卿 ジェイムズ・ハミルトン (1589–1625)                    | 2代ハミルトン侯爵 4代アラン伯爵 5代ハミルトン卿 ジェイムズ・ハミルトン (1589–1625)                    | 2代ハミルトン侯爵 4代アラン伯爵 5代ハミルトン卿 ジェイムズ・ハミルトン (1589–1625)                    | 2代ハミルトン侯爵 4代アラン伯爵 5代ハミルトン卿 ジェイムズ・ハミルトン (1589–1625)                    |                                                   |                                                   | | | | | | |                                                    |                    | 初代ハントリー侯爵 ジョージ・ゴードン (1562–1636)                                    | 初代ハントリー侯爵 ジョージ・ゴードン (1562–1636)                                    | 初代ハントリー侯爵 ジョージ・ゴードン (1562–1636)                                    | 初代ハントリー侯爵 ジョージ・ゴードン (1562–1636)                                    | 初代ハントリー侯爵 ジョージ・ゴードン (1562–1636)                                    | 初代ハントリー侯爵 ジョージ・ゴードン (1562–1636)                                    |  |  |                                                     |                                                     |                                                     |                                                     |                                                     |                                                     |  |  |  |  |  |  |  |  |  |  |  |  |  |  |  |  |
|                                                                        |                                                                        |                                                                        |                                                                        |                                                                                     |                                                                                     |                                                                                     |                                                                                     | 2代ハミルトン侯爵 4代アラン伯爵 5代ハミルトン卿 ジェイムズ・ハミルトン (1589–1625)                    | 2代ハミルトン侯爵 4代アラン伯爵 5代ハミルトン卿 ジェイムズ・ハミルトン (1589–1625)                    | 2代ハミルトン侯爵 4代アラン伯爵 5代ハミルトン卿 ジェイムズ・ハミルトン (1589–1625)                    | 2代ハミルトン侯爵 4代アラン伯爵 5代ハミルトン卿 ジェイムズ・ハミルトン (1589–1625)                    | 2代ハミルトン侯爵 4代アラン伯爵 5代ハミルトン卿 ジェイムズ・ハミルトン (1589–1625)                    | 2代ハミルトン侯爵 4代アラン伯爵 5代ハミルトン卿 ジェイムズ・ハミルトン (1589–1625)                    |                                                   |                                                   | | | | | | |                                                    |                    | 初代ハントリー侯爵 ジョージ・ゴードン (1562–1636)                                    | 初代ハントリー侯爵 ジョージ・ゴードン (1562–1636)                                    | 初代ハントリー侯爵 ジョージ・ゴードン (1562–1636)                                    | 初代ハントリー侯爵 ジョージ・ゴードン (1562–1636)                                    | 初代ハントリー侯爵 ジョージ・ゴードン (1562–1636)                                    | 初代ハントリー侯爵 ジョージ・ゴードン (1562–1636)                                    |  |  |                                                     |                                                     |                                                     |                                                     |                                                     |                                                     |  |  |  |  |  |  |  |  |  |  |  |  |  |  |  |  |
|                                                                        |                                                                        |                                                                        |                                                                        |                                                                                     |                                                                                     |                                                                                     |                                                                                     | | | | | | |                                                   |                                                   | | | | | | |                                                    |                    |                                                                                      |                                                                                      |                                                                                      |                                                                                      |                                                                                      |                                                                                      |  |  |                                                     |                                                     |                                                     |                                                     |                                                     |                                                     |  |  |  |  |  |  |  |  |  |  |  |  |  |  |  |  |
|                                                                        |                                                                        |                                                                        |                                                                        |                                                                                     |                                                                                     |                                                                                     |                                                                                     | 1643年ハミルトン公爵                                                                                  | | | | | |                                                   |                                                   | | | | | | |                                                    |                    |                                                                                      |                                                                                      |                                                                                      |                                                                                      |                                                                                      |                                                                                      |  |  |                                                     |                                                     |                                                     |                                                     |                                                     |                                                     |  |  |  |  |  |  |  |  |  |  |  |  |  |  |  |  |
|                                                                        |                                                                        |                                                                        |                                                                        |                                                                                     |                                                                                     |                                                                                     |                                                                                     | 初代ハミルトン公爵 3代ハミルトン侯爵 5代アラン伯爵 6代ハミルトン卿 ジェイムズ・ハミルトン (1606–1649) | 初代ハミルトン公爵 3代ハミルトン侯爵 5代アラン伯爵 6代ハミルトン卿 ジェイムズ・ハミルトン (1606–1649) | 初代ハミルトン公爵 3代ハミルトン侯爵 5代アラン伯爵 6代ハミルトン卿 ジェイムズ・ハミルトン (1606–1649) | 初代ハミルトン公爵 3代ハミルトン侯爵 5代アラン伯爵 6代ハミルトン卿 ジェイムズ・ハミルトン (1606–1649) | 初代ハミルトン公爵 3代ハミルトン侯爵 5代アラン伯爵 6代ハミルトン卿 ジェイムズ・ハミルトン (1606–1649) | 初代ハミルトン公爵 3代ハミルトン侯爵 5代アラン伯爵 6代ハミルトン卿 ジェイムズ・ハミルトン (1606–1649) |                                                   |                                                   | 2代ハミルトン公爵 4代ハミルトン侯爵 6代アラン伯爵 7代ハミルトン卿 ウィリアム・ハミルトン (1616–1651) | 2代ハミルトン公爵 4代ハミルトン侯爵 6代アラン伯爵 7代ハミルトン卿 ウィリアム・ハミルトン (1616–1651) | 2代ハミルトン公爵 4代ハミルトン侯爵 6代アラン伯爵 7代ハミルトン卿 ウィリアム・ハミルトン (1616–1651) | 2代ハミルトン公爵 4代ハミルトン侯爵 6代アラン伯爵 7代ハミルトン卿 ウィリアム・ハミルトン (1616–1651) | 2代ハミルトン公爵 4代ハミルトン侯爵 6代アラン伯爵 7代ハミルトン卿 ウィリアム・ハミルトン (1616–1651) | 2代ハミルトン公爵 4代ハミルトン侯爵 6代アラン伯爵 7代ハミルトン卿 ウィリアム・ハミルトン (1616–1651) |                                                    |                    | メアリー・ゴードン (1600頃–1674) m. 初代ダグラス侯爵                                 | メアリー・ゴードン (1600頃–1674) m. 初代ダグラス侯爵                                 | メアリー・ゴードン (1600頃–1674) m. 初代ダグラス侯爵                                 | メアリー・ゴードン (1600頃–1674) m. 初代ダグラス侯爵                                 | メアリー・ゴードン (1600頃–1674) m. 初代ダグラス侯爵                                 | メアリー・ゴードン (1600頃–1674) m. 初代ダグラス侯爵                                 |  |  |                                                     |                                                     |                                                     |                                                     |                                                     |                                                     |  |  |  |  |  |  |  |  |  |  |  |  |  |  |  |  |
|                                                                        |                                                                        |                                                                        |                                                                        |                                                                                     |                                                                                     |                                                                                     |                                                                                     | 初代ハミルトン公爵 3代ハミルトン侯爵 5代アラン伯爵 6代ハミルトン卿 ジェイムズ・ハミルトン (1606–1649) | 初代ハミルトン公爵 3代ハミルトン侯爵 5代アラン伯爵 6代ハミルトン卿 ジェイムズ・ハミルトン (1606–1649) | 初代ハミルトン公爵 3代ハミルトン侯爵 5代アラン伯爵 6代ハミルトン卿 ジェイムズ・ハミルトン (1606–1649) | 初代ハミルトン公爵 3代ハミルトン侯爵 5代アラン伯爵 6代ハミルトン卿 ジェイムズ・ハミルトン (1606–1649) | 初代ハミルトン公爵 3代ハミルトン侯爵 5代アラン伯爵 6代ハミルトン卿 ジェイムズ・ハミルトン (1606–1649) | 初代ハミルトン公爵 3代ハミルトン侯爵 5代アラン伯爵 6代ハミルトン卿 ジェイムズ・ハミルトン (1606–1649) |                                                   |                                                   | 2代ハミルトン公爵 4代ハミルトン侯爵 6代アラン伯爵 7代ハミルトン卿 ウィリアム・ハミルトン (1616–1651) | 2代ハミルトン公爵 4代ハミルトン侯爵 6代アラン伯爵 7代ハミルトン卿 ウィリアム・ハミルトン (1616–1651) | 2代ハミルトン公爵 4代ハミルトン侯爵 6代アラン伯爵 7代ハミルトン卿 ウィリアム・ハミルトン (1616–1651) | 2代ハミルトン公爵 4代ハミルトン侯爵 6代アラン伯爵 7代ハミルトン卿 ウィリアム・ハミルトン (1616–1651) | 2代ハミルトン公爵 4代ハミルトン侯爵 6代アラン伯爵 7代ハミルトン卿 ウィリアム・ハミルトン (1616–1651) | 2代ハミルトン公爵 4代ハミルトン侯爵 6代アラン伯爵 7代ハミルトン卿 ウィリアム・ハミルトン (1616–1651) | ハミルトン侯爵消滅 アラン伯爵停止 ハミルトン卿停止 |                    | メアリー・ゴードン (1600頃–1674) m. 初代ダグラス侯爵                                 | メアリー・ゴードン (1600頃–1674) m. 初代ダグラス侯爵                                 | メアリー・ゴードン (1600頃–1674) m. 初代ダグラス侯爵                                 | メアリー・ゴードン (1600頃–1674) m. 初代ダグラス侯爵                                 | メアリー・ゴードン (1600頃–1674) m. 初代ダグラス侯爵                                 | メアリー・ゴードン (1600頃–1674) m. 初代ダグラス侯爵                                 |  |  |                                                     |                                                     |                                                     |                                                     |                                                     |                                                     |  |  |  |  |  |  |  |  |  |  |  |  |  |  |  |  |
|                                                                        |                                                                        |                                                                        |                                                                        |                                                                                     |                                                                                     |                                                                                     |                                                                                     | | | | | | |                                                   |                                                   | | | | | | |                                                    |                    | 1646年セルカーク伯 1660年ハミルトン公(一代限り)                                      |                                                                                      |                                                                                      |                                                                                      |                                                                                      |                                                                                      |  |  |                                                     |                                                     |                                                     |                                                     |                                                     |                                                     |  |  |  |  |  |  |  |  |  |  |  |  |  |  |  |  |
|                                                                        |                                                                        |                                                                        |                                                                        |                                                                                     |                                                                                     |                                                                                     |                                                                                     | 3代ハミルトン女公爵 アン・ハミルトン (1631–1716) (1698年に爵位を譲る)                                 | 3代ハミルトン女公爵 アン・ハミルトン (1631–1716) (1698年に爵位を譲る)                                 | 3代ハミルトン女公爵 アン・ハミルトン (1631–1716) (1698年に爵位を譲る)                                 | 3代ハミルトン女公爵 アン・ハミルトン (1631–1716) (1698年に爵位を譲る)                                 | 3代ハミルトン女公爵 アン・ハミルトン (1631–1716) (1698年に爵位を譲る)                                 | 3代ハミルトン女公爵 アン・ハミルトン (1631–1716) (1698年に爵位を譲る)                                 |                                                   |                                                   | | | | | | |                                                    |                    | 初代セルカーク伯 ハミルトン公(一代限り) ウィリアム・ダグラス＝ハミルトン (1634–1694) | 初代セルカーク伯 ハミルトン公(一代限り) ウィリアム・ダグラス＝ハミルトン (1634–1694) | 初代セルカーク伯 ハミルトン公(一代限り) ウィリアム・ダグラス＝ハミルトン (1634–1694) | 初代セルカーク伯 ハミルトン公(一代限り) ウィリアム・ダグラス＝ハミルトン (1634–1694) | 初代セルカーク伯 ハミルトン公(一代限り) ウィリアム・ダグラス＝ハミルトン (1634–1694) | 初代セルカーク伯 ハミルトン公(一代限り) ウィリアム・ダグラス＝ハミルトン (1634–1694) |  |  |                                                     |                                                     |                                                     |                                                     |                                                     |                                                     |  |  |  |  |  |  |  |  |  |  |  |  |  |  |  |  |
|                                                                        |                                                                        |                                                                        |                                                                        |                                                                                     |                                                                                     |                                                                                     |                                                                                     | 3代ハミルトン女公爵 アン・ハミルトン (1631–1716) (1698年に爵位を譲る)                                 | 3代ハミルトン女公爵 アン・ハミルトン (1631–1716) (1698年に爵位を譲る)                                 | 3代ハミルトン女公爵 アン・ハミルトン (1631–1716) (1698年に爵位を譲る)                                 | 3代ハミルトン女公爵 アン・ハミルトン (1631–1716) (1698年に爵位を譲る)                                 | 3代ハミルトン女公爵 アン・ハミルトン (1631–1716) (1698年に爵位を譲る)                                 | 3代ハミルトン女公爵 アン・ハミルトン (1631–1716) (1698年に爵位を譲る)                                 |                                                   |                                                   | | | | | | |                                                    |                    | 初代セルカーク伯 ハミルトン公(一代限り) ウィリアム・ダグラス＝ハミルトン (1634–1694) | 初代セルカーク伯 ハミルトン公(一代限り) ウィリアム・ダグラス＝ハミルトン (1634–1694) | 初代セルカーク伯 ハミルトン公(一代限り) ウィリアム・ダグラス＝ハミルトン (1634–1694) | 初代セルカーク伯 ハミルトン公(一代限り) ウィリアム・ダグラス＝ハミルトン (1634–1694) | 初代セルカーク伯 ハミルトン公(一代限り) ウィリアム・ダグラス＝ハミルトン (1634–1694) | 初代セルカーク伯 ハミルトン公(一代限り) ウィリアム・ダグラス＝ハミルトン (1634–1694) |  |  |                                                     |                                                     |                                                     |                                                     |                                                     |                                                     |  |  |  |  |  |  |  |  |  |  |  |  |  |  |  |  |
|                                                                        |                                                                        |                                                                        |                                                                        |                                                                                     |                                                                                     |                                                                                     |                                                                                     | | | | | | |                                                   |                                                   | | | | | | |                                                    |                    |                                                                                      |                                                                                      |                                                                                      |                                                                                      |                                                                                      |                                                                                      |  |  |                                                     |                                                     |                                                     |                                                     |                                                     |                                                     |  |  |  |  |  |  |  |  |  |  |  |  |  |  |  |  |
|                                                                        |                                                                        |                                                                        |                                                                        |                                                                                     |                                                                                     |                                                                                     |                                                                                     | | | | | | |                                                   |                                                   | | | | | | |                                                    |                    |                                                                                      |                                                                                      |                                                                                      |                                                                                      |                                                                                      |                                                                                      |  |  |                                                     |                                                     |                                                     |                                                     |                                                     |                                                     |  |  |  |  |  |  |  |  |  |  |  |  |  |  |  |  |
|                                                                        |                                                                        |                                                                        |                                                                        |                                                                                     |                                                                                     |                                                                                     |                                                                                     | | | | | 1711年ブランドン公爵                                                                                  | 1711年ブランドン公爵                                                                                  | 1711年ブランドン公爵                              | 1711年ブランドン公爵                              | 1711年ブランドン公爵                                                                                 | 1711年ブランドン公爵                                                                                 | | | セルカーク伯爵家へ                                                                                   | セルカーク伯爵家へ                                                                                   | セルカーク伯爵家へ                                 | セルカーク伯爵家へ | セルカーク伯爵家へ                                                                   | セルカーク伯爵家へ                                                                   |                                                                                      |                                                                                      |                                                                                      |                                                                                      |  |  |                                                     |                                                     |                                                     |                                                     |                                                     |                                                     |  |  |  |  |  |  |  |  |  |  |  |  |  |  |  |  |
|                                                                        |                                                                        |                                                                        |                                                                        |                                                                                     |                                                                                     |                                                                                     |                                                                                     | | | | | 1711年ブランドン公爵                                                                                  | 1711年ブランドン公爵                                                                                  | 1711年ブランドン公爵                              | 1711年ブランドン公爵                              | 1711年ブランドン公爵                                                                                 | 1711年ブランドン公爵                                                                                 | 4代ハミルトン公爵 初代ブランドン公爵 ジェイムズ・ハミルトン (1658–1712)                              | | セルカーク伯爵家へ                                                                                   | セルカーク伯爵家へ                                                                                   | セルカーク伯爵家へ                                 | セルカーク伯爵家へ | セルカーク伯爵家へ                                                                   | セルカーク伯爵家へ                                                                   |                                                                                      |                                                                                      |                                                                                      |                                                                                      |  |  |                                                     |                                                     |                                                     |                                                     |                                                     |                                                     |  |  |  |  |  |  |  |  |  |  |  |  |  |  |  |  |
|                                                                        |                                                                        |                                                                        |                                                                        |                                                                                     |                                                                                     |                                                                                     |                                                                                     | | | | | | |                                                   |                                                   | | | | | | |                                                    |                    |                                                                                      |                                                                                      |                                                                                      |                                                                                      |                                                                                      |                                                                                      |  |  |                                                     |                                                     |                                                     |                                                     |                                                     |                                                     |  |  |  |  |  |  |  |  |  |  |  |  |  |  |  |  |
|                                                                        |                                                                        |                                                                        |                                                                        |                                                                                     |                                                                                     |                                                                                     |                                                                                     | | | | | | |                                                   |                                                   | | | | | | |                                                    |                    |                                                                                      |                                                                                      |                                                                                      |                                                                                      |                                                                                      |                                                                                      |  |  |                                                     |                                                     |                                                     |                                                     |                                                     |                                                     |  |  |  |  |  |  |  |  |  |  |  |  |  |  |  |  |
|                                                                        |                                                                        |                                                                        |                                                                        | 5代ハミルトン公爵 2代ブランドン公爵 ジェイムズ・ハミルトン (1703–1743)              | 5代ハミルトン公爵 2代ブランドン公爵 ジェイムズ・ハミルトン (1703–1743)              | 5代ハミルトン公爵 2代ブランドン公爵 ジェイムズ・ハミルトン (1703–1743)              | 5代ハミルトン公爵 2代ブランドン公爵 ジェイムズ・ハミルトン (1703–1743)              | 5代ハミルトン公爵 2代ブランドン公爵 ジェイムズ・ハミルトン (1703–1743)                                | 5代ハミルトン公爵 2代ブランドン公爵 ジェイムズ・ハミルトン (1703–1743)                                | | | | |                                                   |                                                   | | | | | | |                                                    |                    | アン・ハミルトン (1709–1748)                                                         | アン・ハミルトン (1709–1748)                                                         | アン・ハミルトン (1709–1748)                                                         | アン・ハミルトン (1709–1748)                                                         | アン・ハミルトン (1709–1748)                                                         | アン・ハミルトン (1709–1748)                                                         |  |  |                                                     |                                                     |                                                     |                                                     |                                                     |                                                     |  |  |  |  |  |  |  |  |  |  |  |  |  |  |  |  |
|                                                                        |                                                                        |                                                                        |                                                                        | 5代ハミルトン公爵 2代ブランドン公爵 ジェイムズ・ハミルトン (1703–1743)              | 5代ハミルトン公爵 2代ブランドン公爵 ジェイムズ・ハミルトン (1703–1743)              | 5代ハミルトン公爵 2代ブランドン公爵 ジェイムズ・ハミルトン (1703–1743)              | 5代ハミルトン公爵 2代ブランドン公爵 ジェイムズ・ハミルトン (1703–1743)              | 5代ハミルトン公爵 2代ブランドン公爵 ジェイムズ・ハミルトン (1703–1743)                                | 5代ハミルトン公爵 2代ブランドン公爵 ジェイムズ・ハミルトン (1703–1743)                                | | | | |                                                   |                                                   | | | | | | |                                                    |                    | アン・ハミルトン (1709–1748)                                                         | アン・ハミルトン (1709–1748)                                                         | アン・ハミルトン (1709–1748)                                                         | アン・ハミルトン (1709–1748)                                                         | アン・ハミルトン (1709–1748)                                                         | アン・ハミルトン (1709–1748)                                                         |  |  |                                                     |                                                     |                                                     |                                                     |                                                     |                                                     |  |  |  |  |  |  |  |  |  |  |  |  |  |  |  |  |
|                                                                        |                                                                        |                                                                        |                                                                        |                                                                                     |                                                                                     |                                                                                     |                                                                                     | | | | | | |                                                   |                                                   | | | | | | |                                                    |                    |                                                                                      |                                                                                      |                                                                                      |                                                                                      |                                                                                      |                                                                                      |  |  |                                                     |                                                     |                                                     |                                                     |                                                     |                                                     |  |  |  |  |  |  |  |  |  |  |  |  |  |  |  |  |
|                                                                        |                                                                        |                                                                        |                                                                        | 6代ハミルトン公爵 3代ブランドン公爵 ジェイムズ・ハミルトン (1724–1758)              | 6代ハミルトン公爵 3代ブランドン公爵 ジェイムズ・ハミルトン (1724–1758)              | 6代ハミルトン公爵 3代ブランドン公爵 ジェイムズ・ハミルトン (1724–1758)              | 6代ハミルトン公爵 3代ブランドン公爵 ジェイムズ・ハミルトン (1724–1758)              | 6代ハミルトン公爵 3代ブランドン公爵 ジェイムズ・ハミルトン (1724–1758)                                | 6代ハミルトン公爵 3代ブランドン公爵 ジェイムズ・ハミルトン (1724–1758)                                | | | | |                                                   |                                                   | 9代ハミルトン公爵 6代ブランドン公爵 アーチボルド・ハミルトン (1740–1819)                             | 9代ハミルトン公爵 6代ブランドン公爵 アーチボルド・ハミルトン (1740–1819)                             | 9代ハミルトン公爵 6代ブランドン公爵 アーチボルド・ハミルトン (1740–1819)                             | 9代ハミルトン公爵 6代ブランドン公爵 アーチボルド・ハミルトン (1740–1819)                             | 9代ハミルトン公爵 6代ブランドン公爵 アーチボルド・ハミルトン (1740–1819)                             | 9代ハミルトン公爵 6代ブランドン公爵 アーチボルド・ハミルトン (1740–1819)                             |                                                    |                    | チャールズ・ハミルトン (1747–1825)                                                   | チャールズ・ハミルトン (1747–1825)                                                   | チャールズ・ハミルトン (1747–1825)                                                   | チャールズ・ハミルトン (1747–1825)                                                   | チャールズ・ハミルトン (1747–1825)                                                   | チャールズ・ハミルトン (1747–1825)                                                   |  |  |                                                     |                                                     |                                                     |                                                     |                                                     |                                                     |  |  |  |  |  |  |  |  |  |  |  |  |  |  |  |  |
|                                                                        |                                                                        |                                                                        |                                                                        | 6代ハミルトン公爵 3代ブランドン公爵 ジェイムズ・ハミルトン (1724–1758)              | 6代ハミルトン公爵 3代ブランドン公爵 ジェイムズ・ハミルトン (1724–1758)              | 6代ハミルトン公爵 3代ブランドン公爵 ジェイムズ・ハミルトン (1724–1758)              | 6代ハミルトン公爵 3代ブランドン公爵 ジェイムズ・ハミルトン (1724–1758)              | 6代ハミルトン公爵 3代ブランドン公爵 ジェイムズ・ハミルトン (1724–1758)                                | 6代ハミルトン公爵 3代ブランドン公爵 ジェイムズ・ハミルトン (1724–1758)                                | | | | |                                                   |                                                   | 9代ハミルトン公爵 6代ブランドン公爵 アーチボルド・ハミルトン (1740–1819)                             | 9代ハミルトン公爵 6代ブランドン公爵 アーチボルド・ハミルトン (1740–1819)                             | 9代ハミルトン公爵 6代ブランドン公爵 アーチボルド・ハミルトン (1740–1819)                             | 9代ハミルトン公爵 6代ブランドン公爵 アーチボルド・ハミルトン (1740–1819)                             | 9代ハミルトン公爵 6代ブランドン公爵 アーチボルド・ハミルトン (1740–1819)                             | 9代ハミルトン公爵 6代ブランドン公爵 アーチボルド・ハミルトン (1740–1819)                             |                                                    |                    | チャールズ・ハミルトン (1747–1825)                                                   | チャールズ・ハミルトン (1747–1825)                                                   | チャールズ・ハミルトン (1747–1825)                                                   | チャールズ・ハミルトン (1747–1825)                                                   | チャールズ・ハミルトン (1747–1825)                                                   | チャールズ・ハミルトン (1747–1825)                                                   |  |  |                                                     |                                                     |                                                     |                                                     |                                                     |                                                     |  |  |  |  |  |  |  |  |  |  |  |  |  |  |  |  |
|                                                                        |                                                                        |                                                                        |                                                                        |                                                                                     |                                                                                     |                                                                                     |                                                                                     | | | | | | |                                                   |                                                   | | | | | | |                                                    |                    |                                                                                      |                                                                                      |                                                                                      |                                                                                      |                                                                                      |                                                                                      |  |  |                                                     |                                                     |                                                     |                                                     |                                                     |                                                     |  |  |  |  |  |  |  |  |  |  |  |  |  |  |  |  |
| 7代ハミルトン公爵 4代ブランドン公爵 ジェイムズ・ハミルトン (1755–1769) | 7代ハミルトン公爵 4代ブランドン公爵 ジェイムズ・ハミルトン (1755–1769) | 7代ハミルトン公爵 4代ブランドン公爵 ジェイムズ・ハミルトン (1755–1769) | 7代ハミルトン公爵 4代ブランドン公爵 ジェイムズ・ハミルトン (1755–1769) | 7代ハミルトン公爵 4代ブランドン公爵 ジェイムズ・ハミルトン (1755–1769)              | 7代ハミルトン公爵 4代ブランドン公爵 ジェイムズ・ハミルトン (1755–1769)              |                                                                                     |                                                                                     | 8代ハミルトン公爵 5代ブランドン公爵 ダグラス・ハミルトン (1756–1799)                                  | 8代ハミルトン公爵 5代ブランドン公爵 ダグラス・ハミルトン (1756–1799)                                  | 8代ハミルトン公爵 5代ブランドン公爵 ダグラス・ハミルトン (1756–1799)                                  | 8代ハミルトン公爵 5代ブランドン公爵 ダグラス・ハミルトン (1756–1799)                                  | 8代ハミルトン公爵 5代ブランドン公爵 ダグラス・ハミルトン (1756–1799)                                  | 8代ハミルトン公爵 5代ブランドン公爵 ダグラス・ハミルトン (1756–1799)                                  |                                                   |                                                   | 10代ハミルトン公爵 7代ブランドン公爵 アレクサンダー・ハミルトン (1767–1852)                          | 10代ハミルトン公爵 7代ブランドン公爵 アレクサンダー・ハミルトン (1767–1852)                          | 10代ハミルトン公爵 7代ブランドン公爵 アレクサンダー・ハミルトン (1767–1852)                          | 10代ハミルトン公爵 7代ブランドン公爵 アレクサンダー・ハミルトン (1767–1852)                          | 10代ハミルトン公爵 7代ブランドン公爵 アレクサンダー・ハミルトン (1767–1852)                          | 10代ハミルトン公爵 7代ブランドン公爵 アレクサンダー・ハミルトン (1767–1852)                          |                                                    |                    | オーガスタス・ダグラス＝ハミルトン (1781–1849)                                       | オーガスタス・ダグラス＝ハミルトン (1781–1849)                                       | オーガスタス・ダグラス＝ハミルトン (1781–1849)                                       | オーガスタス・ダグラス＝ハミルトン (1781–1849)                                       | オーガスタス・ダグラス＝ハミルトン (1781–1849)                                       | オーガスタス・ダグラス＝ハミルトン (1781–1849)                                       |  |  |                                                     |                                                     |                                                     |                                                     |                                                     |                                                     |  |  |  |  |  |  |  |  |  |  |  |  |  |  |  |  |
| 7代ハミルトン公爵 4代ブランドン公爵 ジェイムズ・ハミルトン (1755–1769) | 7代ハミルトン公爵 4代ブランドン公爵 ジェイムズ・ハミルトン (1755–1769) | 7代ハミルトン公爵 4代ブランドン公爵 ジェイムズ・ハミルトン (1755–1769) | 7代ハミルトン公爵 4代ブランドン公爵 ジェイムズ・ハミルトン (1755–1769) | 7代ハミルトン公爵 4代ブランドン公爵 ジェイムズ・ハミルトン (1755–1769)              | 7代ハミルトン公爵 4代ブランドン公爵 ジェイムズ・ハミルトン (1755–1769)              |                                                                                     |                                                                                     | 8代ハミルトン公爵 5代ブランドン公爵 ダグラス・ハミルトン (1756–1799)                                  | 8代ハミルトン公爵 5代ブランドン公爵 ダグラス・ハミルトン (1756–1799)                                  | 8代ハミルトン公爵 5代ブランドン公爵 ダグラス・ハミルトン (1756–1799)                                  | 8代ハミルトン公爵 5代ブランドン公爵 ダグラス・ハミルトン (1756–1799)                                  | 8代ハミルトン公爵 5代ブランドン公爵 ダグラス・ハミルトン (1756–1799)                                  | 8代ハミルトン公爵 5代ブランドン公爵 ダグラス・ハミルトン (1756–1799)                                  |                                                   |                                                   | 10代ハミルトン公爵 7代ブランドン公爵 アレクサンダー・ハミルトン (1767–1852)                          | 10代ハミルトン公爵 7代ブランドン公爵 アレクサンダー・ハミルトン (1767–1852)                          | 10代ハミルトン公爵 7代ブランドン公爵 アレクサンダー・ハミルトン (1767–1852)                          | 10代ハミルトン公爵 7代ブランドン公爵 アレクサンダー・ハミルトン (1767–1852)                          | 10代ハミルトン公爵 7代ブランドン公爵 アレクサンダー・ハミルトン (1767–1852)                          | 10代ハミルトン公爵 7代ブランドン公爵 アレクサンダー・ハミルトン (1767–1852)                          |                                                    |                    | オーガスタス・ダグラス＝ハミルトン (1781–1849)                                       | オーガスタス・ダグラス＝ハミルトン (1781–1849)                                       | オーガスタス・ダグラス＝ハミルトン (1781–1849)                                       | オーガスタス・ダグラス＝ハミルトン (1781–1849)                                       | オーガスタス・ダグラス＝ハミルトン (1781–1849)                                       | オーガスタス・ダグラス＝ハミルトン (1781–1849)                                       |  |  |                                                     |                                                     |                                                     |                                                     |                                                     |                                                     |  |  |  |  |  |  |  |  |  |  |  |  |  |  |  |  |
|                                                                        |                                                                        |                                                                        |                                                                        |                                                                                     |                                                                                     |                                                                                     |                                                                                     | | | | | | |                                                   |                                                   | 11代ハミルトン公爵 8代ブランドン公爵 ウィリアム・ハミルトン (1811–1863)                              | 11代ハミルトン公爵 8代ブランドン公爵 ウィリアム・ハミルトン (1811–1863)                              | 11代ハミルトン公爵 8代ブランドン公爵 ウィリアム・ハミルトン (1811–1863)                              | 11代ハミルトン公爵 8代ブランドン公爵 ウィリアム・ハミルトン (1811–1863)                              | 11代ハミルトン公爵 8代ブランドン公爵 ウィリアム・ハミルトン (1811–1863)                              | 11代ハミルトン公爵 8代ブランドン公爵 ウィリアム・ハミルトン (1811–1863)                              |                                                    |                    | チャールズ・ダグラス＝ハミルトン (1808–1873)                                         | チャールズ・ダグラス＝ハミルトン (1808–1873)                                         | チャールズ・ダグラス＝ハミルトン (1808–1873)                                         | チャールズ・ダグラス＝ハミルトン (1808–1873)                                         | チャールズ・ダグラス＝ハミルトン (1808–1873)                                         | チャールズ・ダグラス＝ハミルトン (1808–1873)                                         |  |  |                                                     |                                                     |                                                     |                                                     |                                                     |                                                     |  |  |  |  |  |  |  |  |  |  |  |  |  |  |  |  |
|                                                                        |                                                                        |                                                                        |                                                                        |                                                                                     |                                                                                     |                                                                                     |                                                                                     | | | | | | |                                                   |                                                   | 11代ハミルトン公爵 8代ブランドン公爵 ウィリアム・ハミルトン (1811–1863)                              | 11代ハミルトン公爵 8代ブランドン公爵 ウィリアム・ハミルトン (1811–1863)                              | 11代ハミルトン公爵 8代ブランドン公爵 ウィリアム・ハミルトン (1811–1863)                              | 11代ハミルトン公爵 8代ブランドン公爵 ウィリアム・ハミルトン (1811–1863)                              | 11代ハミルトン公爵 8代ブランドン公爵 ウィリアム・ハミルトン (1811–1863)                              | 11代ハミルトン公爵 8代ブランドン公爵 ウィリアム・ハミルトン (1811–1863)                              |                                                    |                    | チャールズ・ダグラス＝ハミルトン (1808–1873)                                         | チャールズ・ダグラス＝ハミルトン (1808–1873)                                         | チャールズ・ダグラス＝ハミルトン (1808–1873)                                         | チャールズ・ダグラス＝ハミルトン (1808–1873)                                         | チャールズ・ダグラス＝ハミルトン (1808–1873)                                         | チャールズ・ダグラス＝ハミルトン (1808–1873)                                         |  |  |                                                     |                                                     |                                                     |                                                     |                                                     |                                                     |  |  |  |  |  |  |  |  |  |  |  |  |  |  |  |  |
|                                                                        |                                                                        |                                                                        |                                                                        |                                                                                     |                                                                                     |                                                                                     |                                                                                     | | | | | | |                                                   |                                                   | 12代ハミルトン公爵 9代ブランドン公爵 シャテルロー公爵 ウィリアム・ダグラス＝ハミルトン (1845–1895)   | 12代ハミルトン公爵 9代ブランドン公爵 シャテルロー公爵 ウィリアム・ダグラス＝ハミルトン (1845–1895)   | 12代ハミルトン公爵 9代ブランドン公爵 シャテルロー公爵 ウィリアム・ダグラス＝ハミルトン (1845–1895)   | 12代ハミルトン公爵 9代ブランドン公爵 シャテルロー公爵 ウィリアム・ダグラス＝ハミルトン (1845–1895)   | 12代ハミルトン公爵 9代ブランドン公爵 シャテルロー公爵 ウィリアム・ダグラス＝ハミルトン (1845–1895)   | 12代ハミルトン公爵 9代ブランドン公爵 シャテルロー公爵 ウィリアム・ダグラス＝ハミルトン (1845–1895)   |                                                    |                    | 13代ハミルトン公爵 10代ブランドン公爵 アルフレッド・ダグラス＝ハミルトン (1862–1940) | 13代ハミルトン公爵 10代ブランドン公爵 アルフレッド・ダグラス＝ハミルトン (1862–1940) | 13代ハミルトン公爵 10代ブランドン公爵 アルフレッド・ダグラス＝ハミルトン (1862–1940) | 13代ハミルトン公爵 10代ブランドン公爵 アルフレッド・ダグラス＝ハミルトン (1862–1940) | 13代ハミルトン公爵 10代ブランドン公爵 アルフレッド・ダグラス＝ハミルトン (1862–1940) | 13代ハミルトン公爵 10代ブランドン公爵 アルフレッド・ダグラス＝ハミルトン (1862–1940) |  |  |                                                     |                                                     |                                                     |                                                     |                                                     |                                                     |  |  |  |  |  |  |  |  |  |  |  |  |  |  |  |  |
|                                                                        |                                                                        |                                                                        |                                                                        |                                                                                     |                                                                                     |                                                                                     |                                                                                     | | | | | | |                                                   |                                                   | 12代ハミルトン公爵 9代ブランドン公爵 シャテルロー公爵 ウィリアム・ダグラス＝ハミルトン (1845–1895)   | 12代ハミルトン公爵 9代ブランドン公爵 シャテルロー公爵 ウィリアム・ダグラス＝ハミルトン (1845–1895)   | 12代ハミルトン公爵 9代ブランドン公爵 シャテルロー公爵 ウィリアム・ダグラス＝ハミルトン (1845–1895)   | 12代ハミルトン公爵 9代ブランドン公爵 シャテルロー公爵 ウィリアム・ダグラス＝ハミルトン (1845–1895)   | 12代ハミルトン公爵 9代ブランドン公爵 シャテルロー公爵 ウィリアム・ダグラス＝ハミルトン (1845–1895)   | 12代ハミルトン公爵 9代ブランドン公爵 シャテルロー公爵 ウィリアム・ダグラス＝ハミルトン (1845–1895)   |                                                    |                    | 13代ハミルトン公爵 10代ブランドン公爵 アルフレッド・ダグラス＝ハミルトン (1862–1940) | 13代ハミルトン公爵 10代ブランドン公爵 アルフレッド・ダグラス＝ハミルトン (1862–1940) | 13代ハミルトン公爵 10代ブランドン公爵 アルフレッド・ダグラス＝ハミルトン (1862–1940) | 13代ハミルトン公爵 10代ブランドン公爵 アルフレッド・ダグラス＝ハミルトン (1862–1940) | 13代ハミルトン公爵 10代ブランドン公爵 アルフレッド・ダグラス＝ハミルトン (1862–1940) | 13代ハミルトン公爵 10代ブランドン公爵 アルフレッド・ダグラス＝ハミルトン (1862–1940) |  |  |                                                     |                                                     |                                                     |                                                     |                                                     |                                                     |  |  |  |  |  |  |  |  |  |  |  |  |  |  |  |  |
|                                                                        |                                                                        |                                                                        |                                                                        |                                                                                     |                                                                                     |                                                                                     |                                                                                     | | | | | | |                                                   |                                                   | | | | | | |                                                    |                    | 14代ハミルトン公爵 11代ブランドン公爵 ダグラス・ダグラス＝ハミルトン (1903–1973)     |                                                                                      |                                                                                      |                                                                                      |                                                                                      |                                                                                      |  |  |                                                     |                                                     |                                                     |                                                     |                                                     |                                                     |  |  |  |  |  |  |  |  |  |  |  |  |  |  |  |  |
|                                                                        |                                                                        |                                                                        |                                                                        |                                                                                     |                                                                                     |                                                                                     |                                                                                     | | | | | | |                                                   |                                                   | | | | | | |                                                    |                    |                                                                                      |                                                                                      |                                                                                      |                                                                                      |                                                                                      |                                                                                      |  |  |                                                     |                                                     |                                                     |                                                     |                                                     |                                                     |  |  |  |  |  |  |  |  |  |  |  |  |  |  |  |  |
|                                                                        |                                                                        |                                                                        |                                                                        |                                                                                     |                                                                                     |                                                                                     |                                                                                     | | | | | | |                                                   |                                                   | | | | | | |                                                    |                    | 15代ハミルトン公爵 12代ブランドン公爵 アンガス・ダグラス＝ハミルトン (1938–2010)     |                                                                                      |                                                                                      |                                                                                      |                                                                                      |                                                                                      |  |  |                                                     |                                                     |                                                     |                                                     |                                                     |                                                     |  |  |  |  |  |  |  |  |  |  |  |  |  |  |  |  |
|                                                                        |                                                                        |                                                                        |                                                                        |                                                                                     |                                                                                     |                                                                                     |                                                                                     | | | | | | |                                                   |                                                   | | | | | | |                                                    |                    |                                                                                      |                                                                                      |                                                                                      |                                                                                      |                                                                                      |                                                                                      |  |  |                                                     |                                                     |                                                     |                                                     |                                                     |                                                     |  |  |  |  |  |  |  |  |  |  |  |  |  |  |  |  |
|                                                                        |                                                                        |                                                                        |                                                                        |                                                                                     |                                                                                     |                                                                                     |                                                                                     | | | | | | |                                                   |                                                   | | | | | | |                                                    |                    | 16代ハミルトン公爵 13代ブランドン公爵 アレクサンダー・ダグラス＝ハミルトン (1978-)   |                                                                                      |                                                                                      |                                                                                      |                                                                                      |                                                                                      |  |  |                                                     |                                                     |                                                     |                                                     |                                                     |                                                     |  |  |  |  |  |  |  |  |  |  |  |  |  |  |  |  |
|                                                                        |                                                                        |                                                                        |                                                                        |                                                                                     |                                                                                     |                                                                                     |                                                                                     | | | | | | |                                                   |                                                   | | | | | | |                                                    |                    |                                                                                      |                                                                                      |                                                                                      |                                                                                      |                                                                                      |                                                                                      |  |  |                                                     |                                                     |                                                     |                                                     |                                                     |                                                     |  |  |  |  |  |  |  |  |  |  |  |  |  |  |  |  |
|                                                                        |                                                                        |                                                                        |                                                                        |                                                                                     |                                                                                     |                                                                                     |                                                                                     | | | | | | |                                                   |                                                   | | | | | | |                                                    |                    | クライズデール侯爵(儀礼称号) ダグラス・ダグラス＝ハミルトン (2012-)                  |                                                                                      |                                                                                      |                                                                                      |                                                                                      |                                                                                      |  |  |                                                     |                                                     |                                                     |                                                     |                                                     |                                                     |  |  |  |  |  |  |  |  |  |  |  |  |  |  |  |  |